# Hochgratkette
Die Hochgratkette, auch Rindalphorn-Schichtkamm genannt, ist eine überwiegend im Landkreis Oberallgäu, Bayern, gelegene, im Südwesten jedoch auch den Bezirk Bregenz, Vorarlberg, erreichende und maximal 1834 m ü. NN hohe Bergkette am Nordrand der Allgäuer Alpen. Sie bildet die mittlere und höchste von den drei parallelen, nach Südwesten streichenden Nagelfluhketten der Allgäuer Nagelfluh-Schichtkämme, benannt nach der Gesteinsart Nagelfluh. Auf deutschem Boden ist sie fast deckungsgleich mit dem Landschaftsschutzgebiet Nagelfluhkette. Der am 1. Januar 2008 gegründete Naturpark Nagelfluhkette enthält demgegenüber alle drei Ketten und einen Teil der benachbarten Alpengruppen.

## Geographie

### Geographische Lage
Die Hochgratkette erstreckt sich im Westteil der Allgäuer Alpen westlich des Illertals, in dem die deutschen Städte Sonthofen und Immenstadt liegen. Dazwischen befindet sich Blaichach, von wo sich die Kette auf etwa 20 km Länge in westsüdwestlicher Richtung bis zum österreichischen Hittisau zieht. Die deutsch-österreichische Grenze verläuft am Sattel zwischen Hohenfluhalpkopf und Hochhäderich (Hoher Häderich) über den Gebirgskamm.
Die Hochgratkette gehört zu den letzten höheren Erhebungen der Alpen, ehe sich weiter nördlich das Alpenvorland des Allgäus anschließt. Im Norden befindet sich das Tal der westwärts fließenden Weißach, im Südosten erhebt sich jenseits vom Tal des nordostwärts fließenden Aubach die Hörnergruppe. Östlich vorbei führt im Illertal in ihrem Abschnitt Sonthofen–Blaichach–Immenstadt die B 19.

### Berge

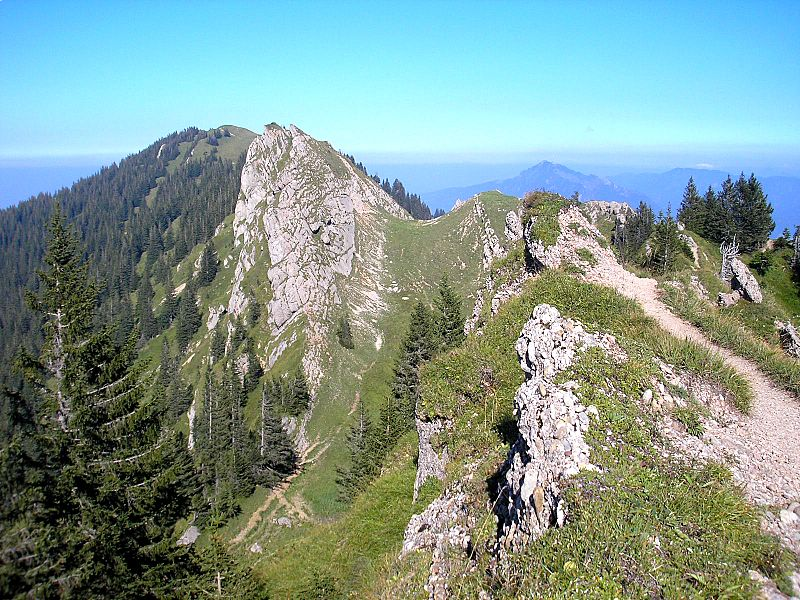
Westseiten von Steinköpfle und dahinter Steineberg

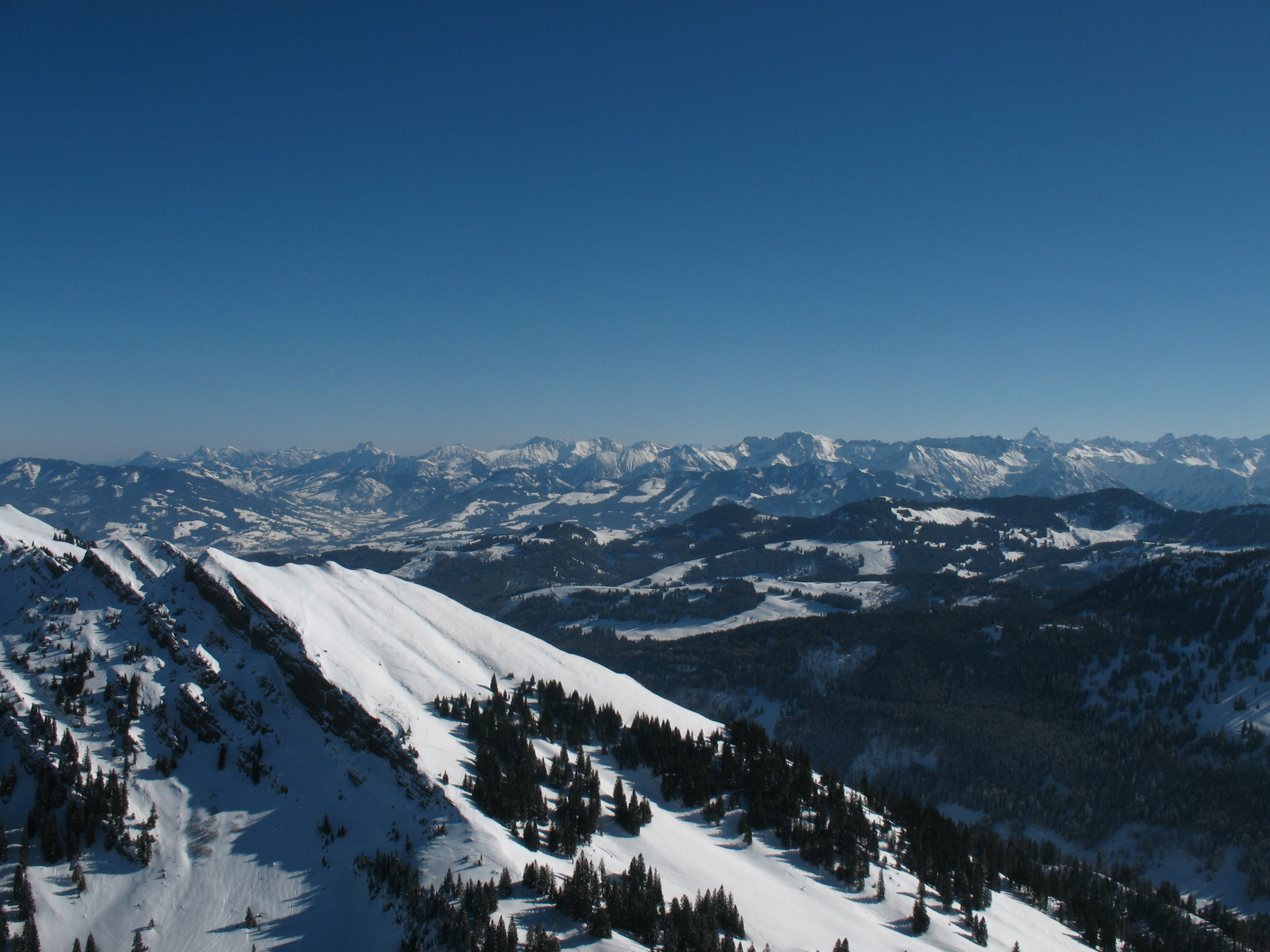
Der Gündleskopf (links im Vordergrund)

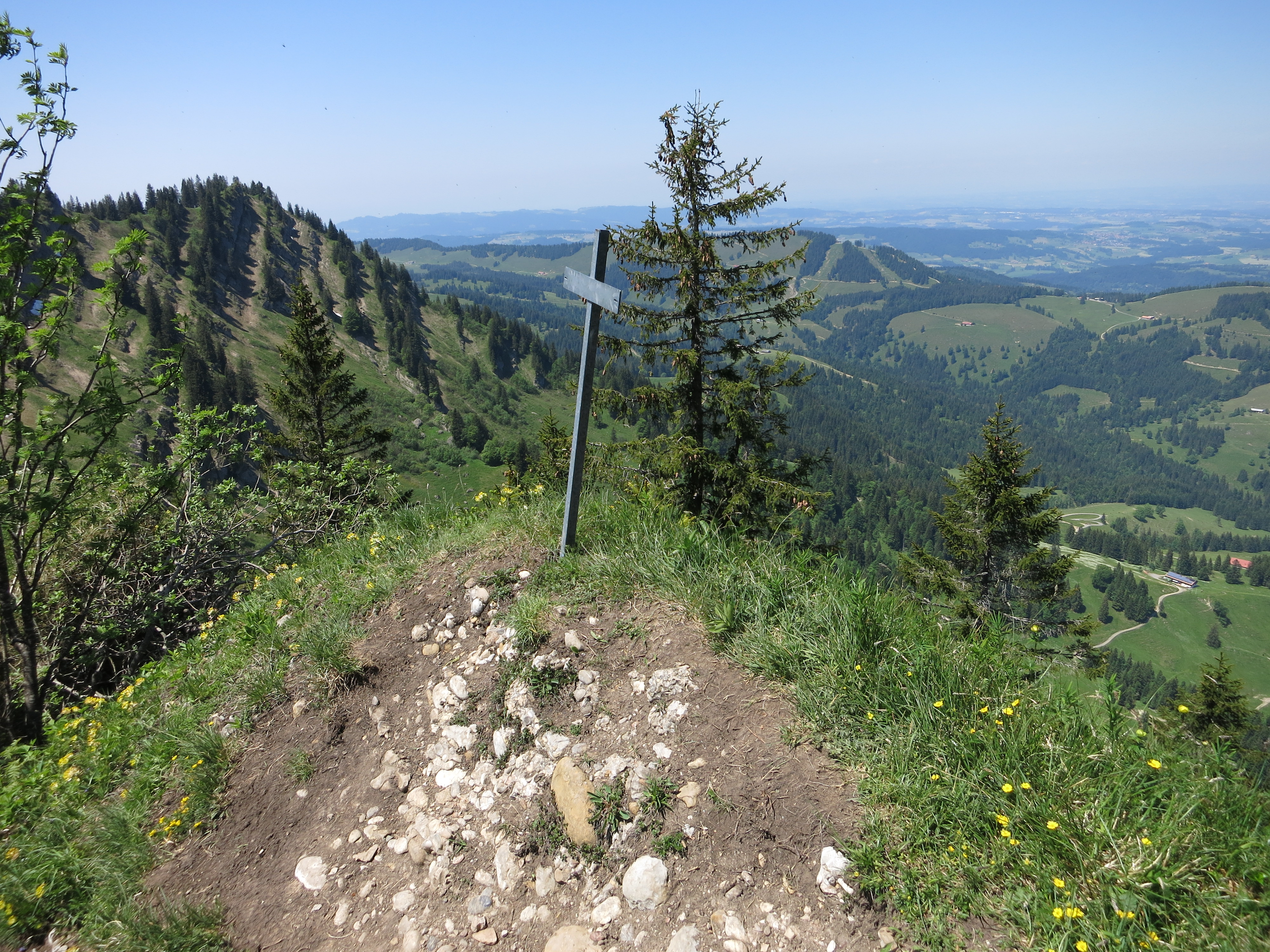
Auf dem Hohenfluhalpkopf

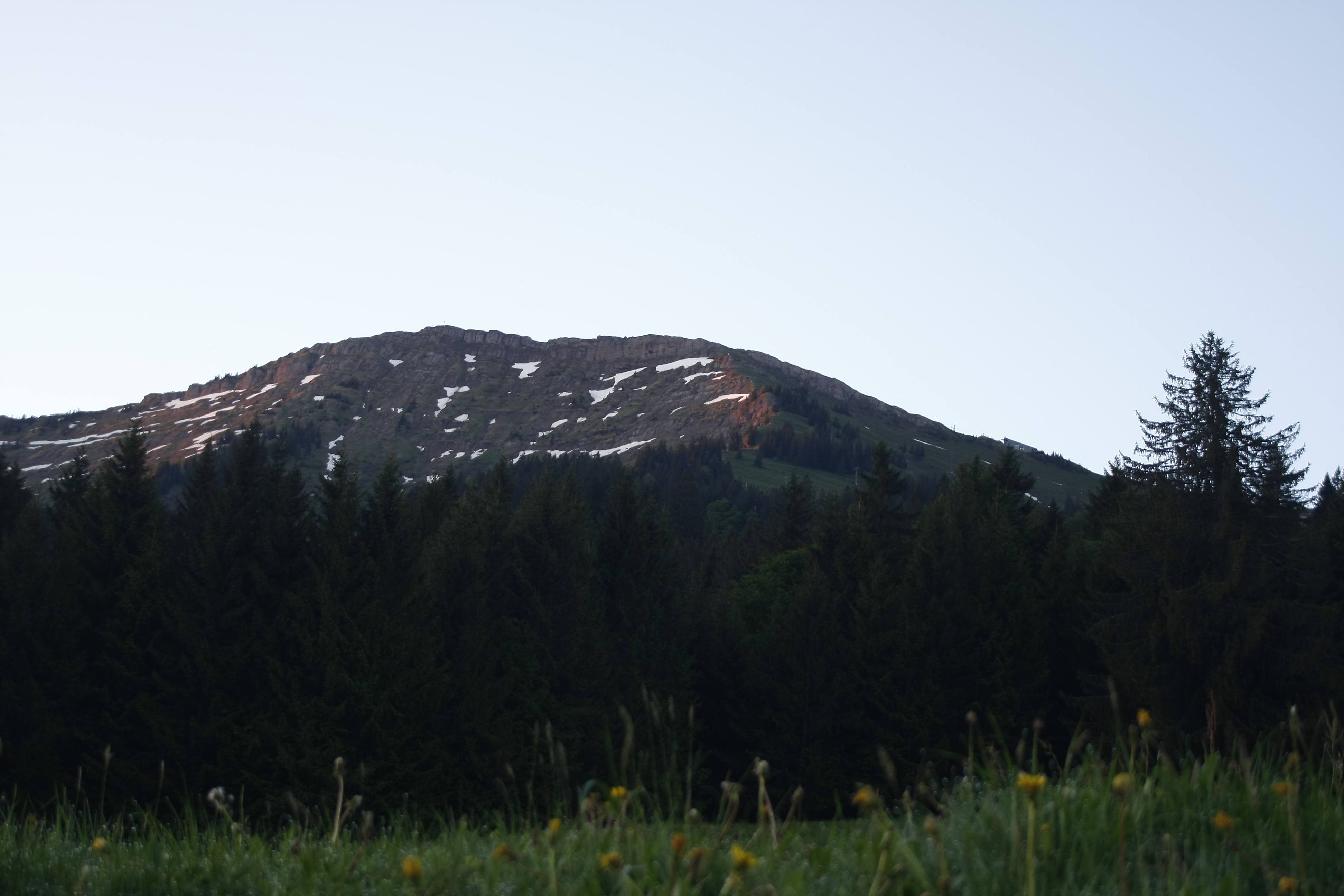
Hochgrat bei Sonnenaufgang

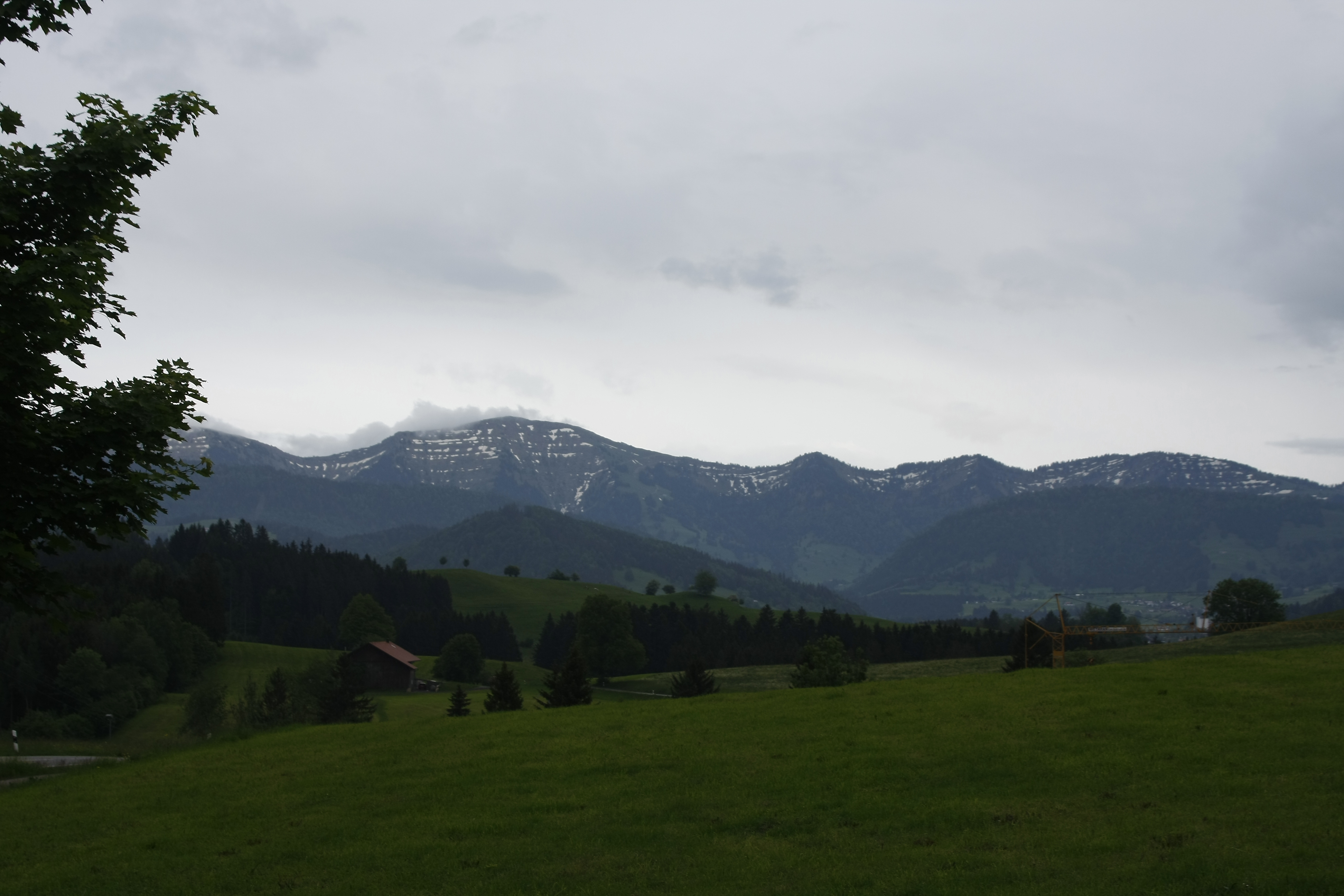
Blick auf einen Teil der Nagelfluhkette

Die Hochgratkette, deren höchster Punkt der Hochgrat (1834 m ü. NN) ist, setzt sich aus diesen Bergen bzw. Gipfeln zusammen (von Ost nach West):
| Bergname(n)                   | Land | Gipfelhöhe | Besonderheiten                                     |
| ----------------------------- | ---- | ---------- | -------------------------------------------------- |
| Mittagberg (Mittag)           | D    | 1451 m     | mit Doppelsesselbahn Mittagbahn                    |
| Bärenköpfle                   | D    | 1463 m     |                                                    |
| Steineberg                    | D    | 1683 m     |                                                    |
| Steinköpfle (1)               | D    | 1669 m     | eigenständiges Tourenziel                          |
| Stuiben                       | D    | 1749 m     |                                                    |
| Sedererstuiben                | D    | 1737 m     |                                                    |
| Buralpkopf                    | D    | 1772 m     |                                                    |
| Gündleskopf                   | D    | 1748 m     |                                                    |
| Rindalphorn                   | D    | 1822 m     |                                                    |
| Gelchenwanger Kopf (2)        | D    | 1805 m (3) |                                                    |
| Hochgrat                      | D    | 1834 m     | Nebengipfel Leiterberg, Kabinenbahn, Staufner Haus |
| Seelekopf                     | D    | 1663 m     |                                                    |
| Hohenfluhalpkopf              | D/A  | 1636 m     |                                                    |
| Eineguntkopf / Rohnehöhe      | D/A  | 1641 m     | mit Skilift von Falkenhütte                        |
| Falken(köpfe)                 | D/A  | 1564 m (4) | mit Falkenhütte (ca. 1450 m)                       |
| Hochhäderich (Hoher Häderich) | D/A  | 1565 m     | mit Ski-Doppelschlepplift                          |

Geografische Anmerkungen
Westliche Nagelfluhkette von Norden

### Wasserscheide
Über der Nagelfluhkette vom Stuiben bis zum Hochgrat verläuft ein Abschnitt der Rhein-Donau-Wasserscheide, die Teil der europäischen Hauptwasserscheide ist.
Das Wasser der nördlich der Bergkette entspringenden Weißach fließt etwa westwärts in die Bregenzer Ach, die sich durch den Bodensee bzw. über den Rhein in die Nordsee ergießt. Dementgegen verläuft jenes der Gunzesrieder Ach von ihrem Quellgebiet zwischen Nagelfluhkette und Hörnergruppe nach Nordosten in die Iller, die über die Donau dem Schwarzen Meer zustrebt.

## Geologie
Ein Grund für die relative Bekanntheit der Nagelfluhkette(n) liegt im geologischen Aufbau ihrer Berge. Sie setzt sich aus dem Nagelfluhgestein zusammen, das an Beton erinnert: In einer verbackenen Masse sind abgerundete Gesteinsbrocken eingeschlossen, die im Verwitterungsprozess langsam an die Oberfläche gelangen und abbröckeln. Daher wird Nagelfluhgestein im Allgäuer Volksmund „Herrgottsbeton“ genannt.
Entstanden ist das Gestein aus Schlamm, Schutt und Geröll, das während der Entstehung der Alpen von urzeitlichen Flüssen verfrachtet und in einer großen voralpenländischen Schwemmebene abgelagert wurde. Phasen wechselnder Kalkeinträge führten zur Bildung von Schichten unterschiedlicher Bindungsqualitäten: Schichten mit einem ausreichenden Kalkgehalt verfestigten sich zu waagrechten Nagelfluhplatten. Die nicht verfestigbaren Sand- und Lehmbänke dazwischen wurden zu weniger harten und weniger beständigen Sandstein- und Mergelschichten.
Nachfolgende Faltungen schoben dieses Schichtensystem von Süden auf die europäische Kontinentalplatte und bäumten es somit gegen Norden hin auf. Gleichzeitig erodierte die so entstandene Gipfelkante an den jeweils wenigst-starken Stellen nach Süden hin zurück. Wo auch die tieferen Schichten dem Erosionsdruck nicht standhalten konnten, bildeten sich steile Abbrüche und darunter die für die Nordseiten typischen Kare; an den Stellen mit festerem Gestein verblieben die Nordgrate, besonders eindrucksvoll am Rindalphorn. Strukturbildend in den Nordwänden sind jeweils die Nagelfluhplatten, die Sandstein- und Mergelschichten dazwischen erodieren frühzeitig zurück und lassen ein Gerippe aus beeindruckend durchgängigen Nagelfluhbändern übrig. So sind es vor allem die Nordseiten der Nagelfluhkette, die heute Aufschluss über die Schichtenstruktur des einstigen Schwemmlandes geben.
Die Südseiten dagegen sind durch riesige, schiefgestellte Plattenoberflächen charakterisiert; bei einigen südseitigen Anstiegen bleibt man durchwegs auf einer einzigen Platte. Meist ist die Neigung dieser schiefen Ebene mäßig bei unter 30°, so dass sich Wälder oder Grasmatten darauf bilden konnten. An manchen Stellen jedoch sind die Nagelfluhplatten steiler – am Hochhädrich und am Steineberg bis zu 50°. In diesen Wänden kann sich keine flächendeckende Vegetation mehr etablieren und sie bleiben kahl. Die Erosion der südseitigen Nagelfluhplatten verläuft weniger regelmäßig als jenseits des Grates. An Rändern der meist sehr ausgedehnten Platten  (oben oder an der Seite) bilden sich Überstände, da die weichen Schichten darunter eher erodieren.

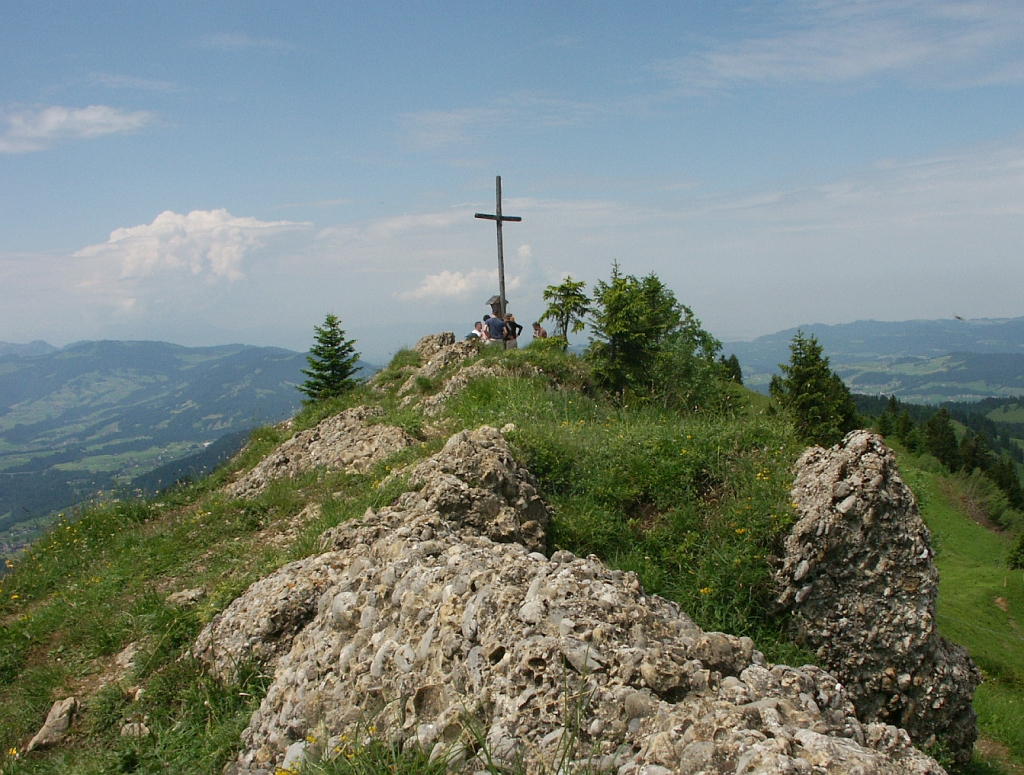
Nagelfluhgestein am Gipfel des Hochhädrich; der Blick richtet sich nach Westen
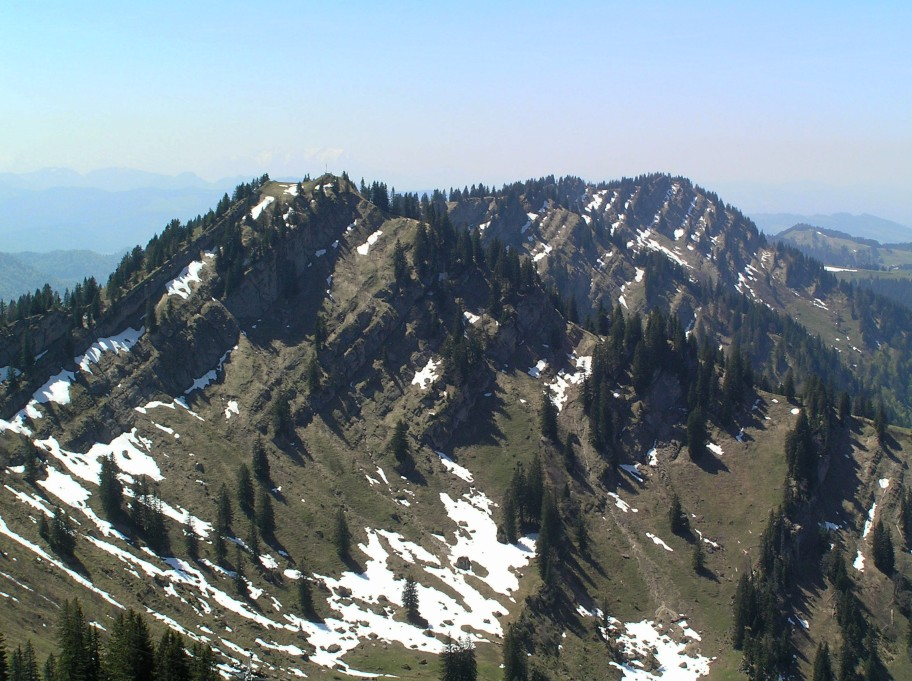
Nordseiten von Seelekopf, Hohenfluhalpkopf und Eineguntkopf; man sieht, dass die Gesteinsbänder auch über die Berge hinweg durchgängig verlaufen
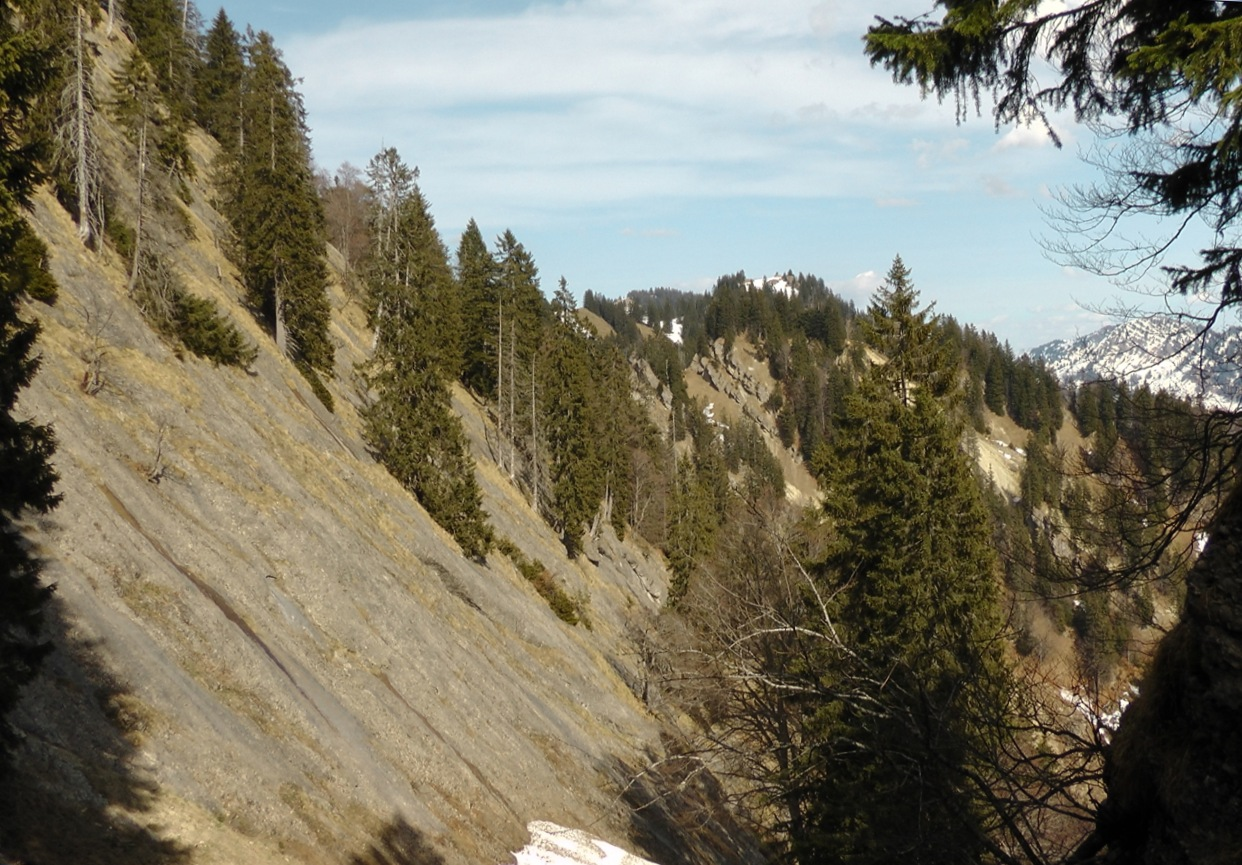
Die steile Südwand unterhalb des Ostgrats des Hochhädrichs; im Hintergrund der Falken
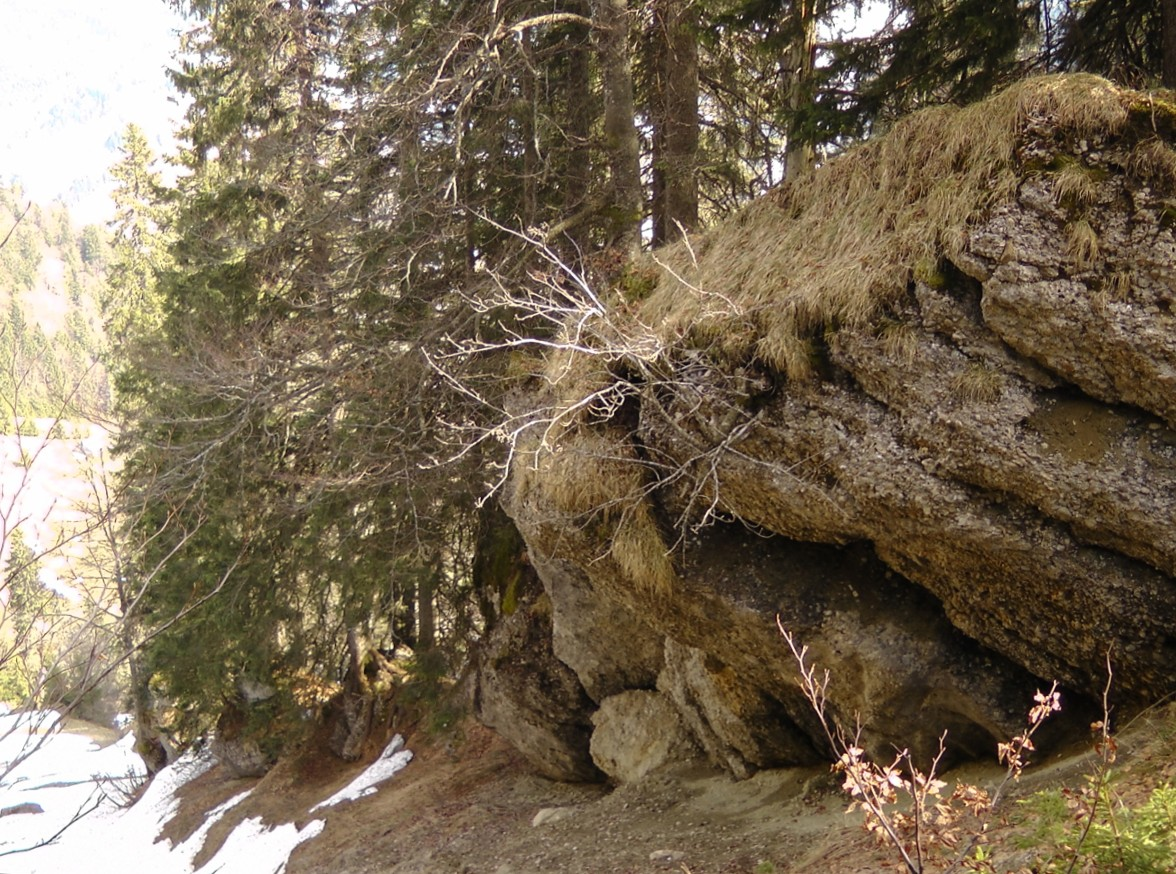
Überstehender Plattenrand in Südflanke. In den Mulden zwischen den Platten (im Bild links) sprießt häufig üppige Vegetation.

## Tourismus
Die Nagelfluhkette wird im Norden und Süden von niedrigeren Bergkämmen flankiert und bietet dadurch eine hervorragende Aussicht in fast alle Richtungen.
Ganzjährig betriebene Bergbahnen gibt es am Mittagberg (Mittagbahn) und am Hochgrat (Hochgratbahn), jeweils mit Bergrestaurant.

### Wandern
Wanderungen auf dem Kammweg der Kette gehören wegen der Aussicht zu den beliebtesten im Landkreis Oberallgäu. Da alle Berge einzeln besteigbar sind, bietet sich eine große Vielfalt an Variationsmöglichkeiten für eine Gratwanderung. Bis auf einzelne Trittstufen sind keine Kletterschwierigkeiten zu überwinden. Viele Stellen, vor allem zwischen Steineberg und Stuiben, sowie zwischen Falken und Hochhädrich, sind aber ausgesetzt und erfordern Trittsicherheit und Schwindelfreiheit.
Kürzere Routen führen zum Beispiel von der Bergstation der Mittagbahn über den Steineberg und Stuiben durch das Steigbachtal zurück nach Immenstadt. Ein anderer Weg ist der Maximiliansweg, der im Bereich der Bergkette über die Berge Hochgrat, Rindalphorn und Buralpkopf führt.
Etablierte mittellange Touren sind die Überschreitung der gesamten Ostkette vom Hochgrat bis zum Mittag (Nagelfluh-Gratwanderung), die auf dieser Etappe den Europäischen Fernwanderwegen E4 und E5 folgt und die Überschreitung der Westkette zwischen Hochgrat und Falken (Luftiger Grat).
Die Königstour, die gesamte „Nagelfluhüberquerung“ vom Mittagberg bis zum Hochhädrich ist für sportliche, konditionsstarke Wanderer an einem einzigen Tag möglich (ca. 8:30h incl. Pausen). Es steht aber das Staufner Haus des Deutschen Alpenvereins als Unterkunftshütte zur Verfügung.

### Wintersport
Über die Bergbahnen hinaus gibt es Skilifte zusätzlich am Eineguntkopf (ab Falkenhütte) und am Hochhädrich, jeweils auf der schneesicheren Nordseite.
Entsprechend befinden sich Abfahrten für Skifahrer am Mittagberg, Hochgrat, Eineguntkopf und am Hochhädrich in Österreich. Große Teile der Nagelfluhüberschreitung sind als Winterwanderungen mit Schneeschuhen oder mit Tourenski möglich.

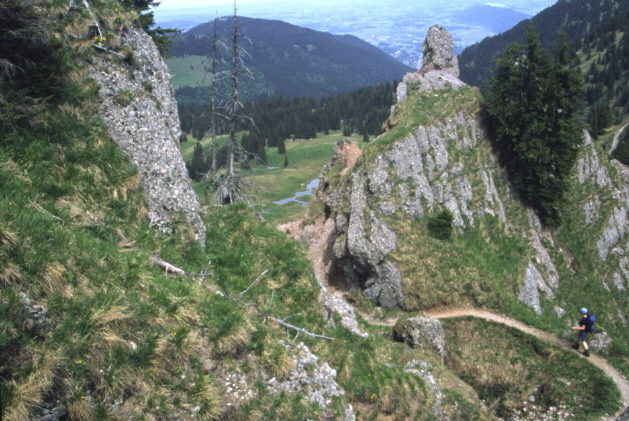
Am Stuiben-Ostgrat

## Bilder

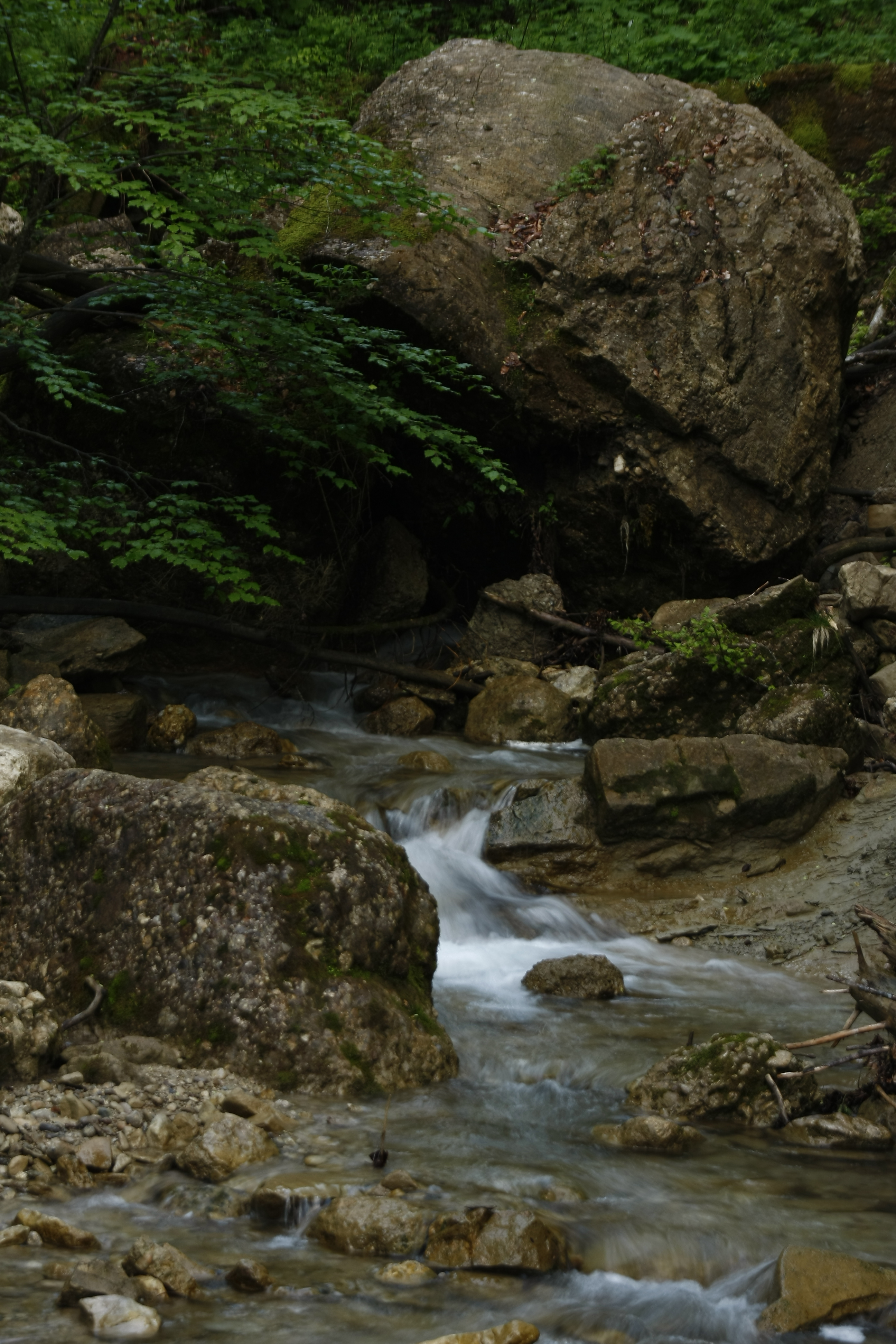
Bach am Hochgrat

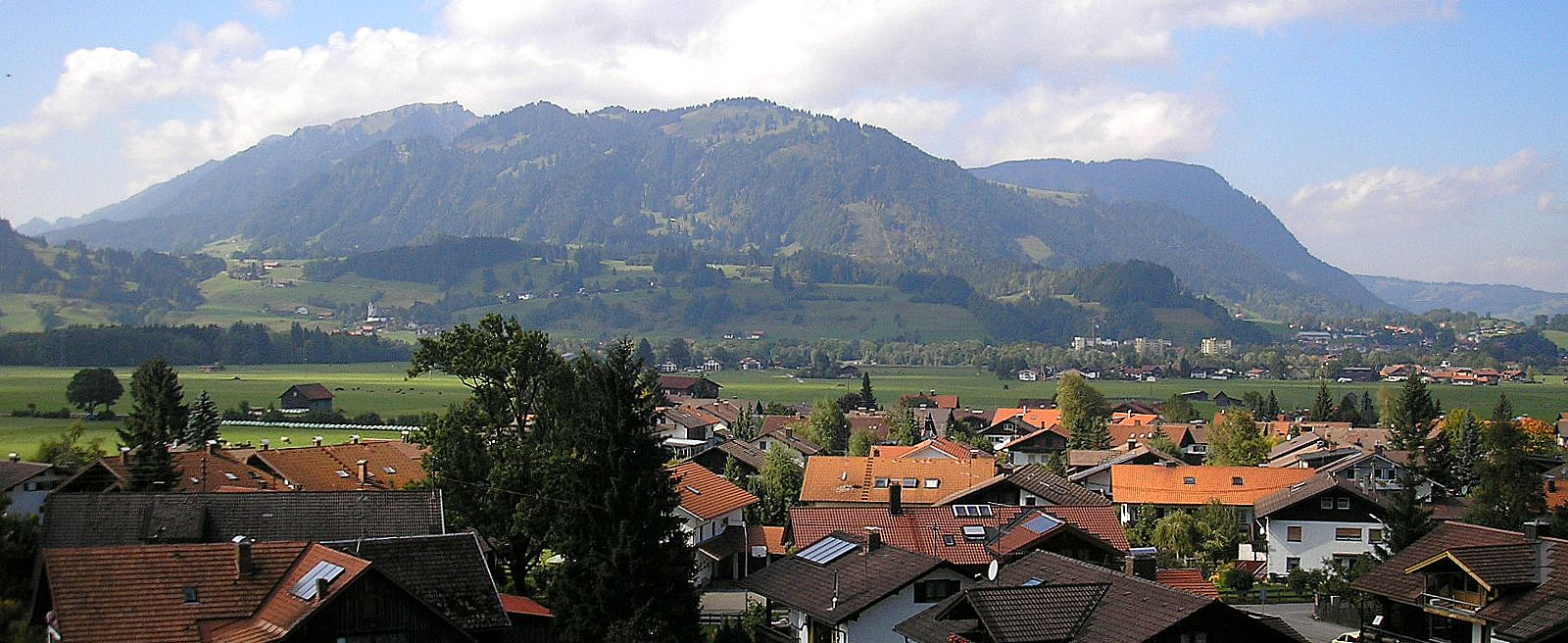
Blick von der Burg Burgberg über den Ort Burgberg zur Hochgratkette mit den Bergen Stuiben, Mittagberg sowie das Immenstädter Horn am Ostrand der nördlichen Kette (v. l. n. r.)
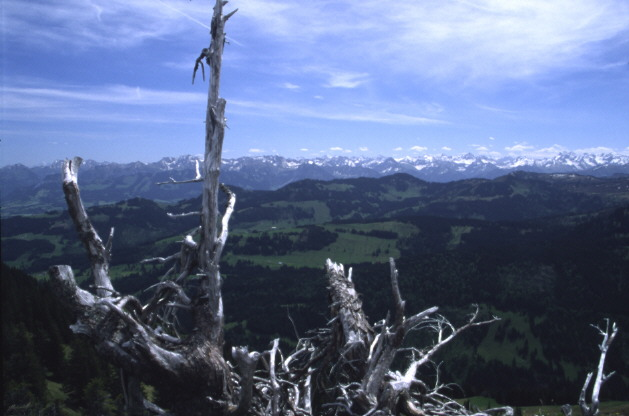
Blick zum Allgäuer Hauptkamm
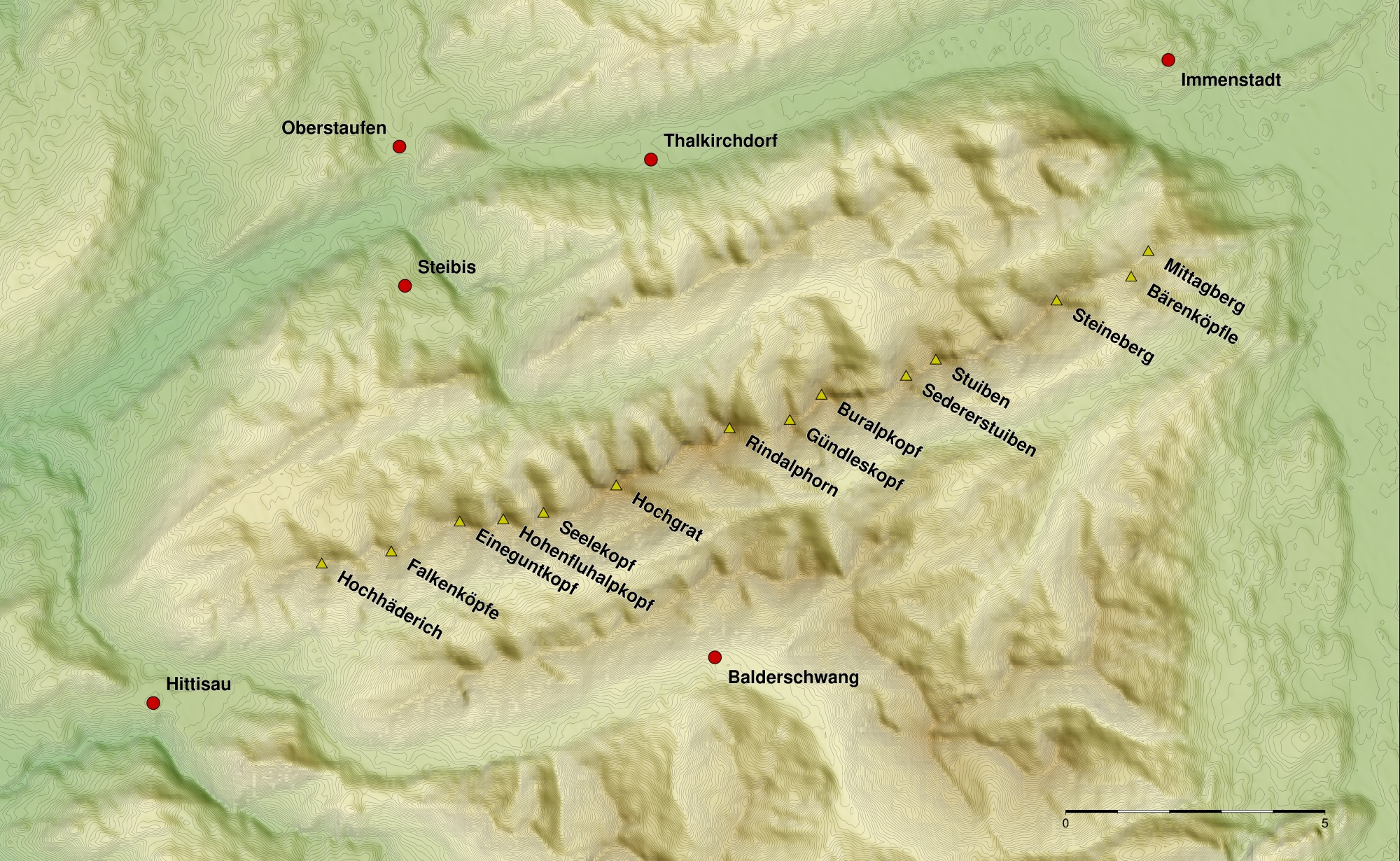
Karte mit Bergen der Nagelfluhkette